# Прапор Ліона
Прапор Ліона складається з прямокутного полотнища, на якому зображені елементи його герба. Як правило, він розраховує на звичні пропорції 3:2, і використовується як прапор для цивільного використання, оскільки в мерії та її залежних частинах піднімається лише французький національний прапор.
Власне щит Ліона складається з поля червоного кольору, в якому лев срібного (білого кольору) виглядає нестримним (у профіль і прямо). Цей герб доповнено геральдичною главою, відділ займає верхню третину. Це «Глава Франції», наданий усім «Bonnes Villes», який демонструє геральдику його колишніх монархів: лазурь, наповнений трьома золотими квітами лілій (блакитне тло, прикрашене трьома жовтими квітами лілії).
У 13 столітті купецькі гільдії підняли повстання проти влади архієпископа-графа Ліонського. Вони використовували власні прапори з левом, щоб символізувати свою силу, що змусило в 1320 році короля Франції Філіпа V втрутитися в цей конфлікт. В результаті втручання короля місто опинилося в прямій залежності від французької корони, було включено до списку «Bonnes Villes» і отримало свій щит (і прапор) з гербом. У 1376 році король Карл V спростив її геральдику, скоротивши до трьох невизначену кількість квітів Лілії, які досі покривали весь простір королівської збройової палати та геральдичних головок «Bonnes Villes».